# Транспорт в Ульяновской области

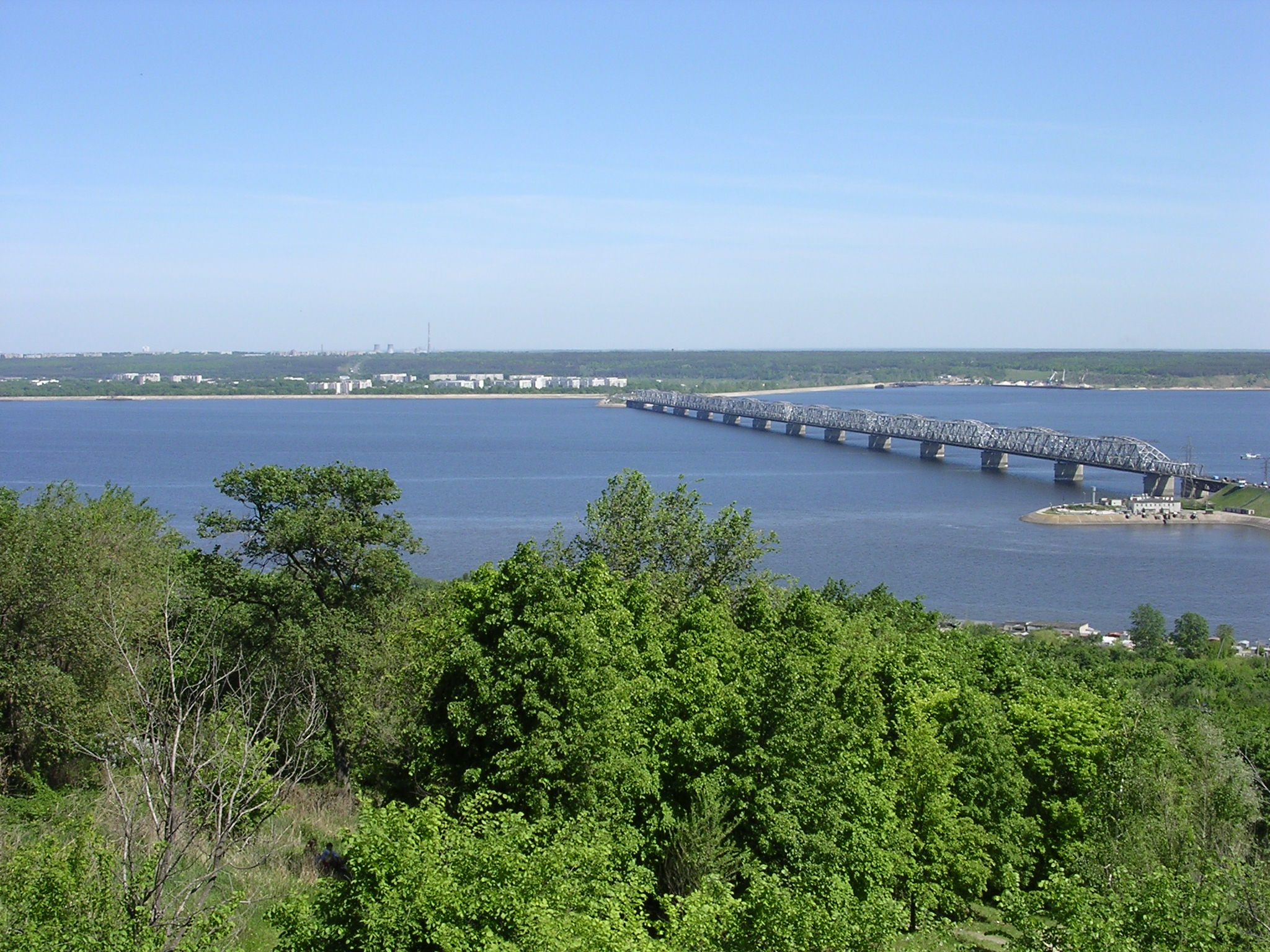
Императорский мост (старый).

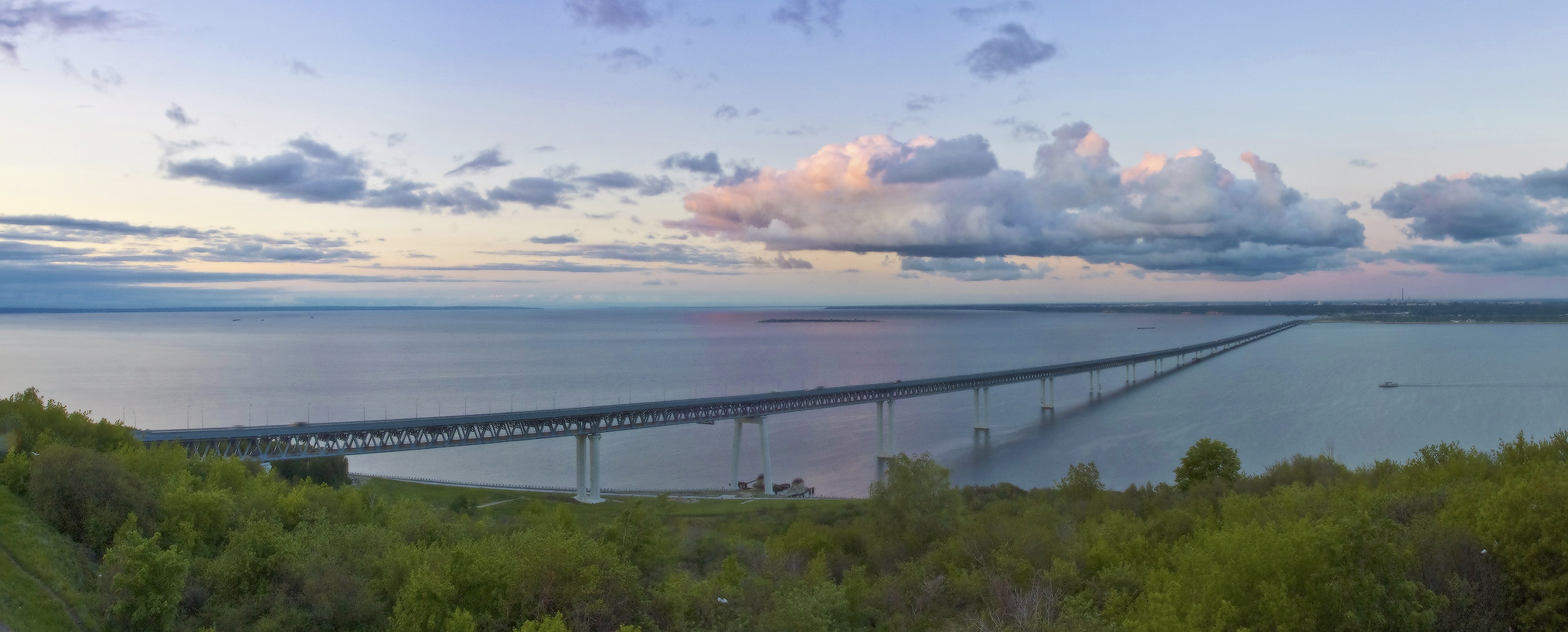
Президентский мост (новый).

Ульяновск — важный узел Куйбышевской железной дороги, имеет один главный и 3 второстепенных вокзала. Рядом с городом расположены два аэропорта — Ульяновск-Центральный (ULK) и Международный аэропорт Ульяновск-Восточный (ULY). На правом берегу Волги в Железнодорожном районе находится Ульяновский речной порт. Два берега Волги связаны между собой двумя мостами. Через Ульяновск проходят автотрассы федерального значения:
- А151 Ульяновск — Цивильск, въезд на федеральную трассу М7.
- Р178 Саранск — Сурское — Ульяновск
- Р228 Ульяновск — Сызрань — Саратов — Волгоград.
- Р241 Ульяновск — Буинск — Казань.

Ульяновская область является крупным транспортным узлом. Через регион проходят важные авиационные, железнодорожные и автомобильные коммуникации всех направлений России. Наличие развитой транспортной сети, реализация крупных проектов (например, «Волжский транзит»), а также создаваемая портовая особая экономическая зона с льготным налоговым и таможенным режимами, на территории которой будут сосредоточены складские комплексы, сборочные и авиаремонтные производства, делают регион привлекательным для активизации бизнеса в сфере логистики.

## Автомобильный транспорт

Ульяновская область на трассе Р228

Протяжённость автомобильных дорог федерального и регионального значения составляет 4904,5 км, из них федеральных автомобильных дорог — 431,7 км, региональных — 4472,8 км. Протяжённость автомобильных дорог с асфальтобетонным покрытием составляет 4416,3 км.
Строительство нового мостового перехода через Волгу в г. Ульяновске завершено. Первая очередь моста открыта 24 ноября 2009 года. Новый мостовой переход стал частью проекта «Волжский транзит» — альтернативой трассе, соединяющей европейскую часть России с Уралом, Сибирью и Дальним Востоком, что позволит разгрузить существующие федеральные дороги.
Южную часть области пересекает участок федеральной трассы М5 «Урал».

## Воздушный транспорт
В 1970-80-е годы в области было 54 аэродрома и аэродромных площадки — по три-четыре почти в каждом из районов. Кроме пассажироперевозок они обслуживали и нужды колхозов и совхозов. На сельскохозяйственных работах было задействовано более 120 самолетов.
Область пересекают международные воздушные линии, соединяющие Поволжье с Европой, Средней Азией, Ближним Востоком и Китаем. Ульяновск является единственным городом в Приволжском федеральном округе, на территории которого расположены два аэропорта класса «А»: «Ульяновск-Центральный» и международный аэропорт «Ульяновск-Восточный», оснащённые современным радиоэлектронным навигационным оборудованием, позволяющим принимать воздушные суда всех типов без ограничений взлётной массы, в том числе Ан-124 «Руслан» и «Боинг-747». Кроме того, международный аэропорт «Ульяновск-Восточный» обладает уникальной взлётно-посадочной полосой длиной 5100 м и шириной 105 м, способной принимать космические челноки. Кроме того, действуют пять аэродромов.
Крупнейшими авиакомпаниями, осуществляющими перевозку пассажиров и грузов в Ульяновской области, являются ЗАО «Авиакомпания Волга-Днепр» и авиакомпания «Полёт».

## Железнодорожный транспорт
Железнодорожные перевозки на территории региона осуществляет Волго-Камский Регион Куйбышевской железной дороги — филиал ОАО «РЖД».
Через область проходят поезда соединяющие регионы Урала с Центральной частью, а также югом России. Ежедневно из Ульяновска до Москвы и обратно отправляется фирменный поезд «Ульяновск» (с остановками в Майне, Вешкайме и Инзе). В летний период курсируют дополнительные поезда на курорты Чёрного моря.
Ежедневно от Центрального вокзала Ульяновска отправляются пригородные поезда (РА3 Орлан) до Димитровграда и Инзы (через Майну и Вешкайму). Также пригородный поезд соединяет Инзу и Сызрань в соседней Самарской области (поезд проходит через Барыш и Кузоватово).

## Водный транспорт
Ульяновский речной порт расположен на обоих берегах Волги, при этом на правом берегу имеется единственный на Волге кран грузоподъемностью 100 тонн. Деятельность в речном порту осуществляет ОАО «Ульяновский речной порт», имеющий лицензии на перевозки грузов и пассажиров внутренним водным транспортом, погрузочно-разгрузочную деятельность.
В селе Криуши расположен судостроительный завод и действует судоходная компания ООО ПЭФ «Волгаремфлот», занимающаяся грузоперевозками.

## Общественный транспорт
Внутригородские автобусные маршруты по состоянию на 27.02.2017 есть в городах Ульяновск (15 маршрутов автобуса и 68 маршрутов маршрутных такси), Димитровград (14 маршрутов) , Инза (2 маршрута), Барыш (4 маршрутов), Сенгилей (1 маршрут) и районных центрах Чердаклы (1 маршрут), Новоспасское (2 маршрута), Майна (2 маршрута), Базарный Сызган(1 маршрут), Николаевка(1 маршрут) и в Старую Майну(1 маршрут), см.Ульяновский автобус и Ульяновское маршрутное такси
В Ульяновске есть также трамвайное (см. Ульяновский трамвай) и троллейбусное (см. Ульяновский троллейбус) сообщение.